# Dance Club Songs
Dance Club Songs je hitparáda časopisu Billboard (známá též jako Club Play Singles či Hot Dance/Disco). Hitparáda sleduje písně, které jsou populární v klubech a jsou obvykle ve stylu Club/Dance (klubově/diskotékově orientované).
Původně se hitparáda jmenovala Disco Action (1974), National Disco Action Top 30 (1976) se čtyřiceti místy. V roce 1979 se rozšířilo do 60 pozic a nakonec i do 100. 
Hitparáda má také své podkategorie, konkrétně Hot Maxi-Single Sales (sleduje a hodnotí klubovou popularitu 12" vinylových desek) a Hot Dance/Disco, která sledovala co se co v klubech přehrává. Obě tyto pod-hitparády měly 50 pozic. 

## Nejvíce #1Hot Dance Club Songs
1. Madonna – 43
2. Rihanna – 20
2. Janet Jacksonová – 19
4. Beyoncé – 18
5. Mariah Carey – 16
5. Kristine W – 16
5. Donna Summer – 16
8. Jennifer Lopez – 14
9. Whitney Houston – 13
9. Lady Gaga – 13

## Statistiky
- The Trammps jsou jako jediní interpreti, kteří sami sebe prostřídali na #1 příčce ("That's Where the Happy People Go" → "Disco Party").
- Prvním #1 hitem na Billboard National Disco Action Top 30 byla píseň "You Should Be Dancing" od Bee Gees v roce 1976.
- První komerčně dostupný 12" singl se stal song "Ten Percent" od Double Exposure v roce 1976.
- Prvním #1 hitem v Billboard Disco Action hitparádě byla v roce 1974 "Never Can Say Goodbye" od Glorie Gaynor.